# Pfote
Als Pfote werden die Hände beziehungsweise Füße bei Tieren, insbesondere die in Zehen gespaltenen Enden der Extremitäten bei landlebenden Säugetieren bezeichnet. 

## Aufbau
Am Beispiel des Haushundes lässt sich der Aufbau einer klassischen Pfote gut nachvollziehen. Ein Großteil der Pfoten anderer Tiere ist ähnlich aufgebaut:
- Die knöcherne Struktur gibt der Pfote Halt und Form. Die Vorderpfoten von Hunden bestehen aus fünf unterschiedlich langen Vorderzehen, wobei die dritte und vierte Zehe die längsten sind. Die Hinterpfoten sind vom Aufbau her zwar ähnlich, haben allerdings vier Zehen und sind etwas kleiner als die Vorderpfoten.
- Für Beweglichkeit jeder einzelnen Pfote sorgen eine Reihe von Gelenken, Sehnen und die dazugehörige Muskulatur.
- An der Unterseite jeder Pfote haben Hunde haarlose Ballen, welche die Pfoten beim Laufen über unebenes Gelände schützen. Von der Größe her lassen sich die kleineren Fingerballen deutlich von dem großen Handballen und dem höher gelegenen Handwurzelballen unterscheiden.
- Die im Krallenbett eingebetteten Krallen nutzen sich bei Wildtieren stärker ab als bei Haustieren. (Spätestens wenn auffällt, dass die Krallen einen Hund beim Gehen behindern, sollten sie mit einer Krallenzange gekürzt werden.[2])

Ein entscheidender Unterschied zwischen Hundeartigen und Katzenartigen, besteht darin, dass alle Katzen (mit Ausnahme der Geparden) ihre Krallen gezielt einziehen und ausfahren können.

## Galerie

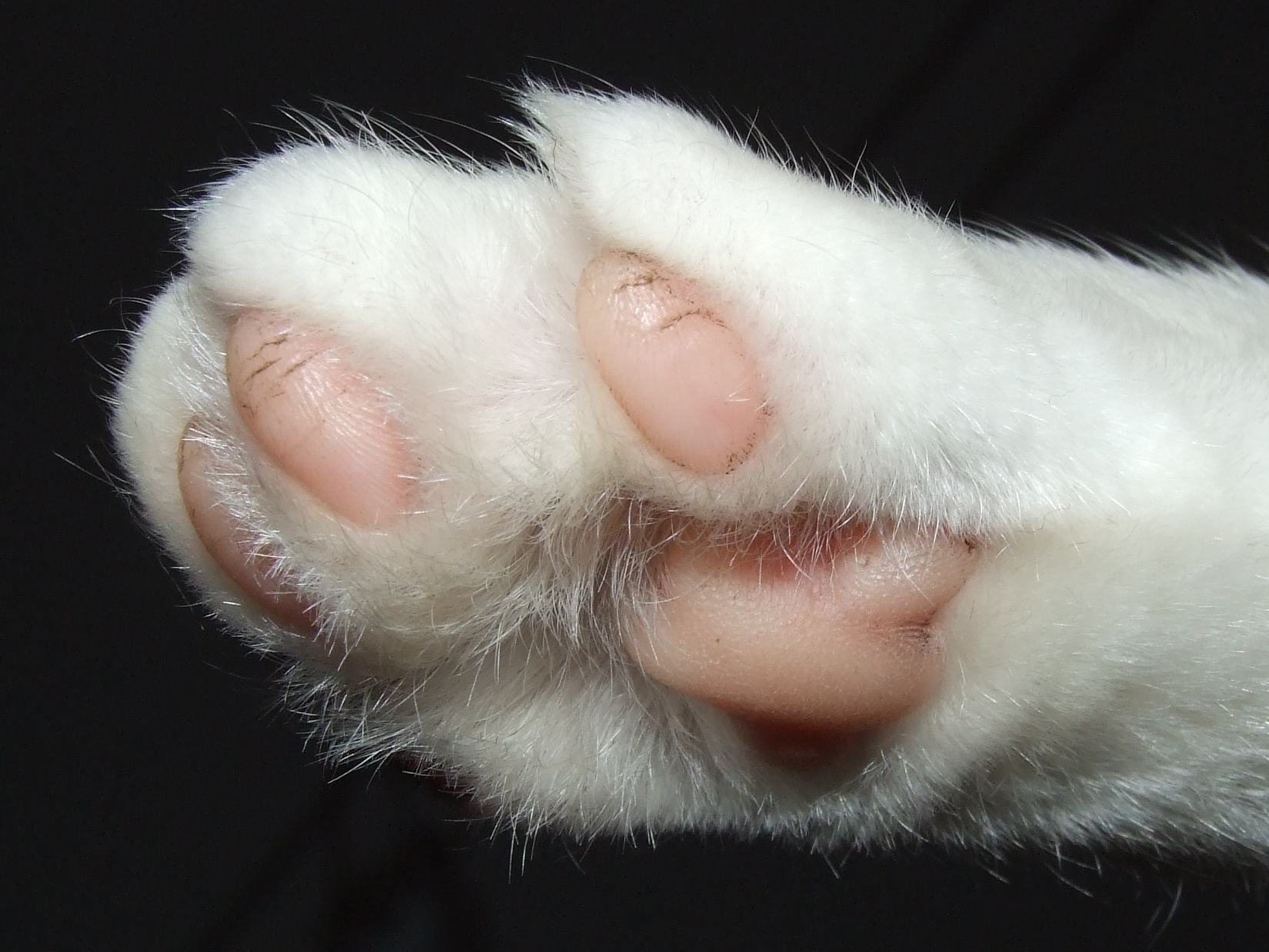
Vorderpfote einer Katze
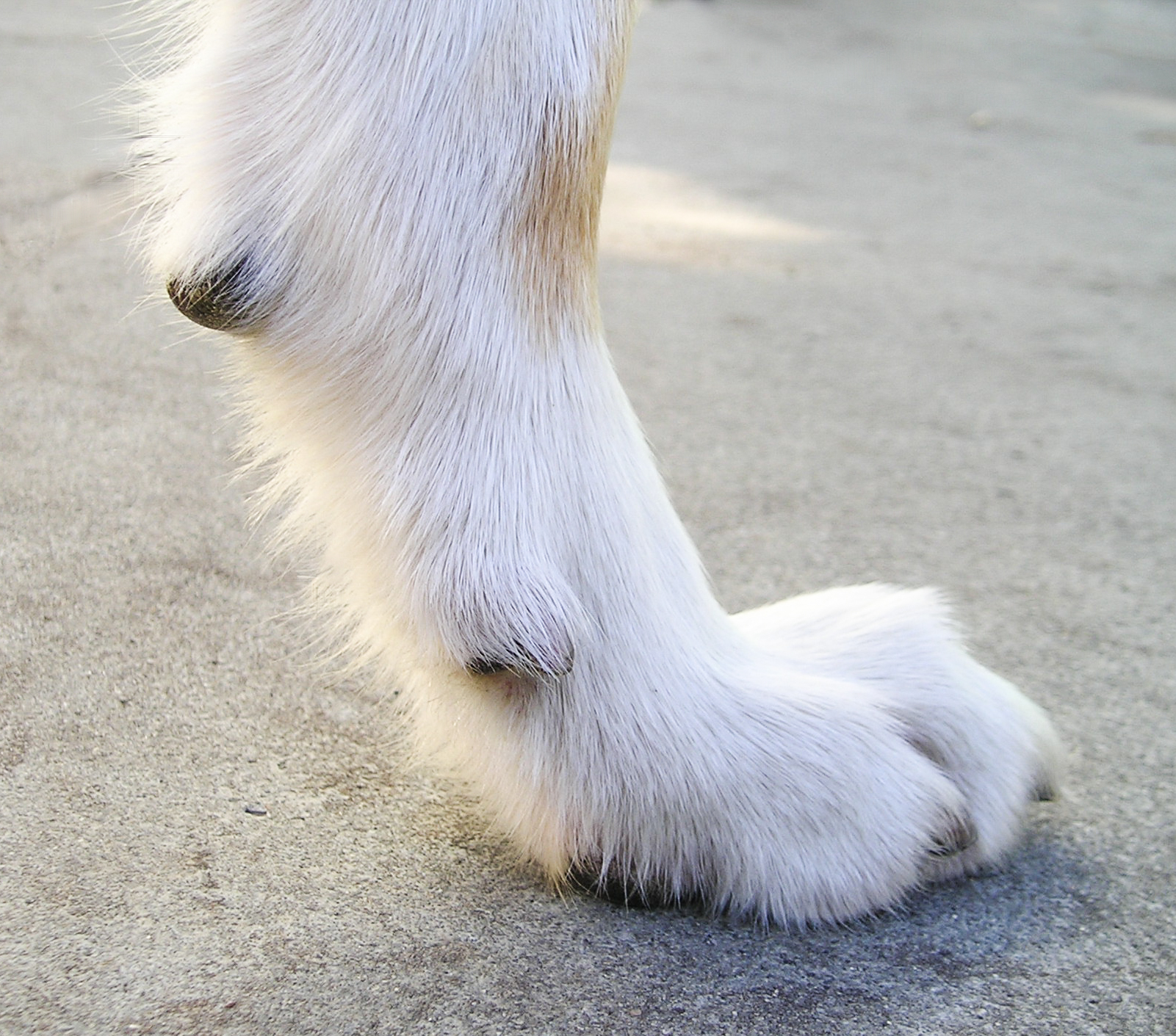
Hundepfote, ruhend auf hartem Untergrund.
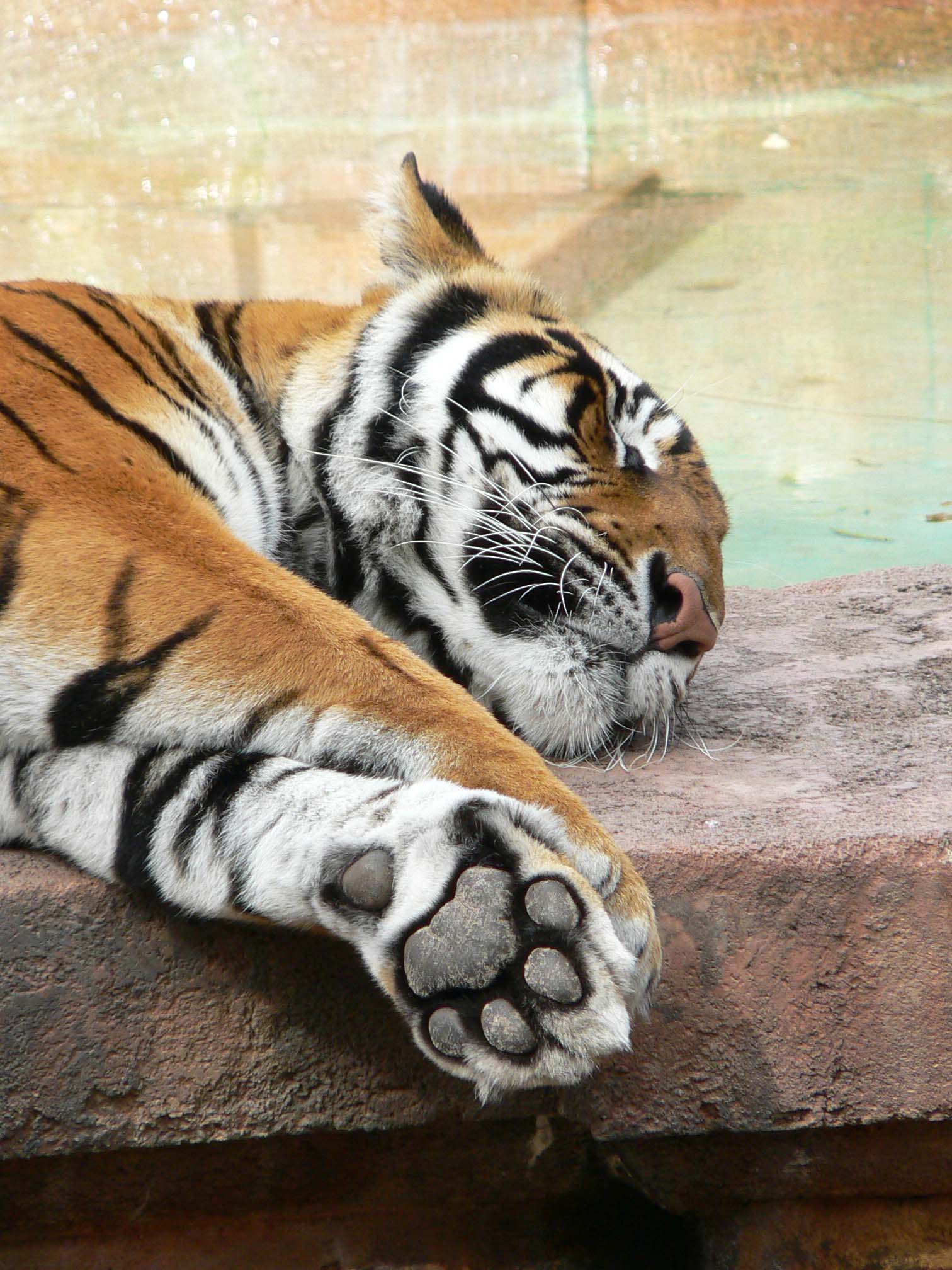
Eine Tigerpranke, mit sichtbaren Ballen.
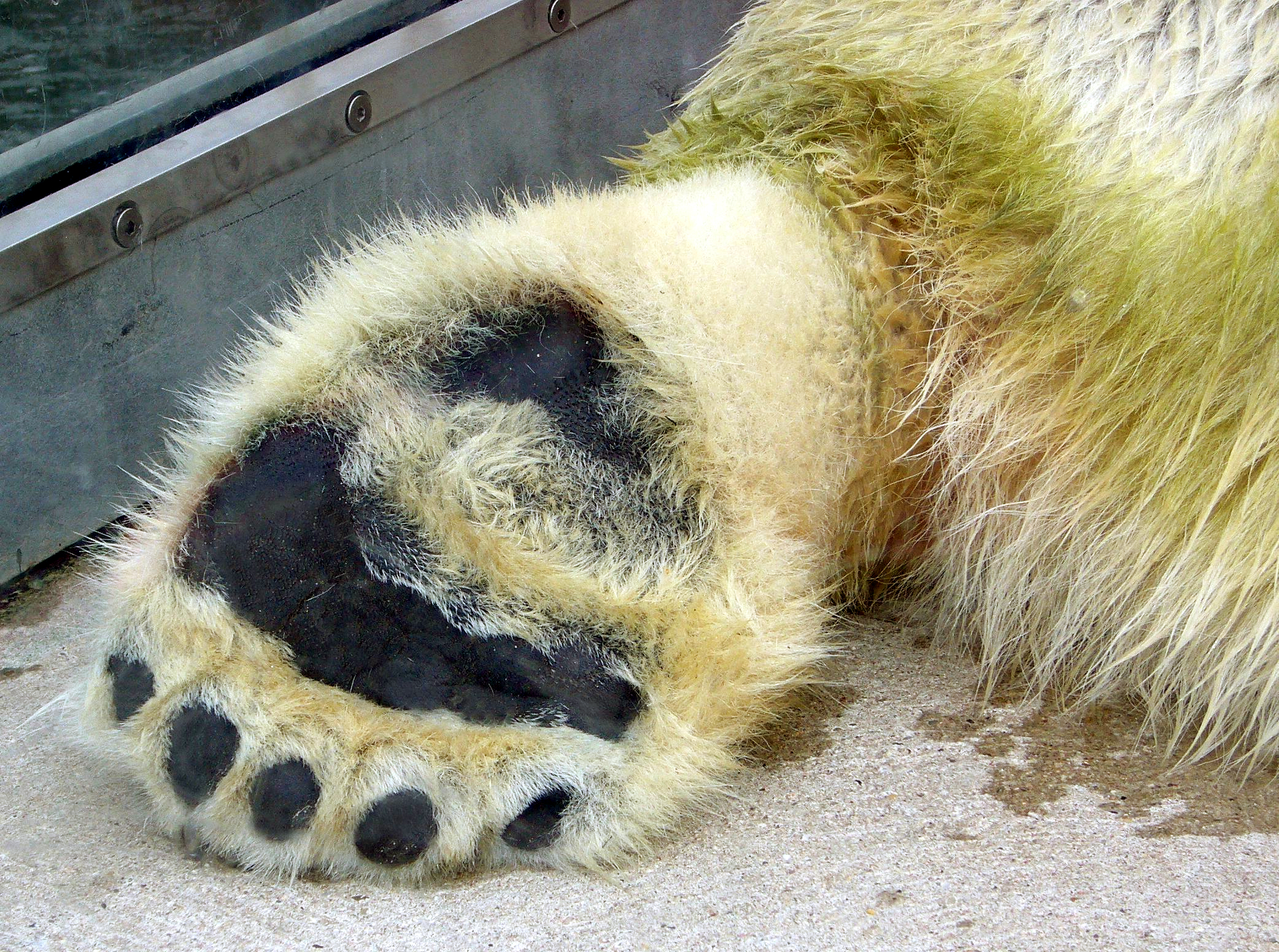
Eine Hintertatze eines Eisbären.
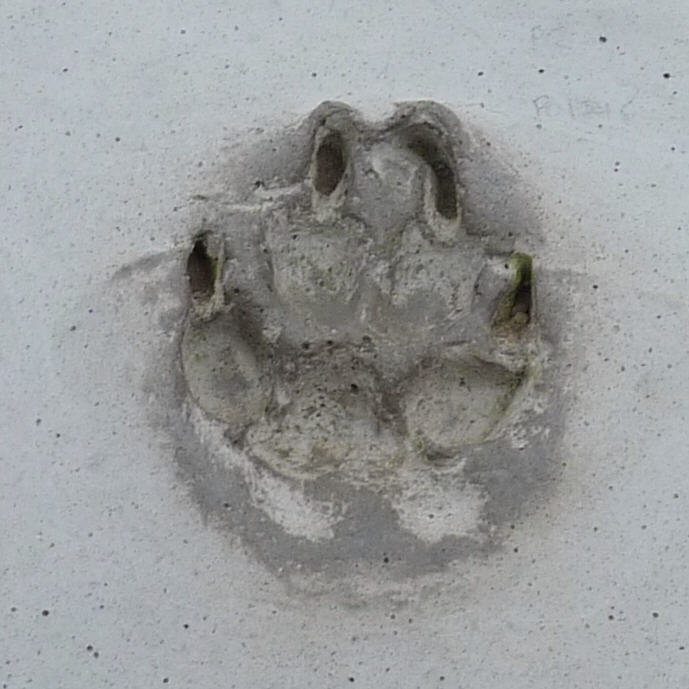
Pfotenabdruck eines Mähnenwolfes

## Sprachgebrauch
Abwertend wird der Begriff auch für die menschliche Hand oder den menschlichen Fuß verwendet (etwas „in den Pfoten haben“, „auf die Pfoten klopfen“). Bei Raubtieren sind auch Bezeichnungen wie Tatze, Pratze oder Pranke üblich.
Die Redensart „sich auf seine Hinterpfoten stellen“ bedeutet, seine Bemühungen zur Erledigung einer Sache zu intensivieren.